# 2015 en aéronautique
Chronologie de l'aéronautique
- 2011
- 2012
- 2013
- 2014
- 2015
- 2016
- 2017
- 2018
- 2019

Cet article présente les faits marquants de l'année 2015 en aéronautique.

## Événements

### Janvier
- Des corps, des débris et une boite noire de l'Airbus disparu le 28 décembre 2014 sont retrouvés en mer (Vol 8501 AirAsia reliant Surabaya, en Indonésie à Singapour).

- 17 janvier : Livraison du premier chasseur HAL Tejas de série à l'armée de l'air indienne[1].

- 26 janvier : un F16 biplace de l'armée grecque s'écrase au décollage[2] sur le centre d'entraînement militaire de Los Llanos, dans la province d'Albacete (Espagne), vers 15h20, lors d'entrainements de l'OTAN (Tactical Leadership Program (TLP) ). L'avion aurait dévié de sa trajectoire et se serait écrasé sur d'autres appareils stationnés en attente de décollage. 
  - le 27 janvier au matin, on compte 10 morts et 19 blessés [3].
  - Parmi les appareils abîmés au sol, on compte deux mirages 2000D français de la base aérienne 133 de Nancy-Ochey[4].

### Février
- 4 février : le vol 235 TransAsia Airways s'écrase dans une rivière à Taïwan.
- 16 février : signature en Égypte d'un contrat de vente d'armes portant sur 24 avions Rafale et un navire. Il s'agit de la première vente à l'étranger de cet avion français.

### Mars
- 9 mars :
  - L'avion solaire Solar Impulse 2 décolle d'Abou Dabi pour un « tour du monde sans carburant ».
  - Collision aérienne de Villa Castelli en Argentine : 10 morts.
- 24 mars  : Un Airbus A320 de la compagnie allemande Germanwings immatriculé D-AIPX assurant le vol 4U9525 entre Barcelone et Düsseldorf s'écrase dans les Alpes en faisant 150 morts[5].

### Mai
- 11 mai : Premier vol de l'avion d'affaires Pilatus PC-24.
- 12 mai : Crash d'un Boeing F/A-18E/F Super Hornet dans le golfe persique.

### Juin
- 19 juin : Entrée en service opérationnel du Sikorsky CH-148 Cyclone dans la marine canadienne[6].

### Août
- 1er août : Retrait du service de l’hélicoptère Boeing CH-46 Sea Knight.
- 16 août : Le vol 257 Trigana Air Service, Un ATR 72-300, avec 54 personnes à bord sur un vol intérieur en Indonésie depuis l'aéroport de Sentani (en) de Jayapura à Oksibil s'écrase dans la Région des Bintang Highlands dans la province indonésienne de Papouasie-Nouvelle-Guinée[7]. Toutes les personnes à bord sont mortes, ce qui en fait le plus  meurtrier  dans l'histoire de Trigana Air Service, ainsi que  l'accident plus meurtrier à ce jour  impliquant un ATR 72[8].

### Septembre
- 25 septembre : Premier vol de l'avion ravitailleur Boeing KC-46.

### Octobre
- 27 octobre : Premier vol de l’hélicoptère Sikorsky CH-53K King Stallion[9].
- 30 octobre : Un prototype du convertible AgustaWestland AW609 s'écrase près de Vergiate en Italie[10]
- 31 octobre : Le vol Metrojet 9268 s’écrase dans le Sinaï en faisant 224 victimes.

### Novembre
- Premier vol du Mitsubishi MRJ.